# Indigofera arnottii
Indigofera arnottii là một loài thực vật có hoa trong họ Đậu. Loài này được (Kuntze) Peter G. Wilson mô tả khoa học đầu tiên năm 2001.